# 翠峰

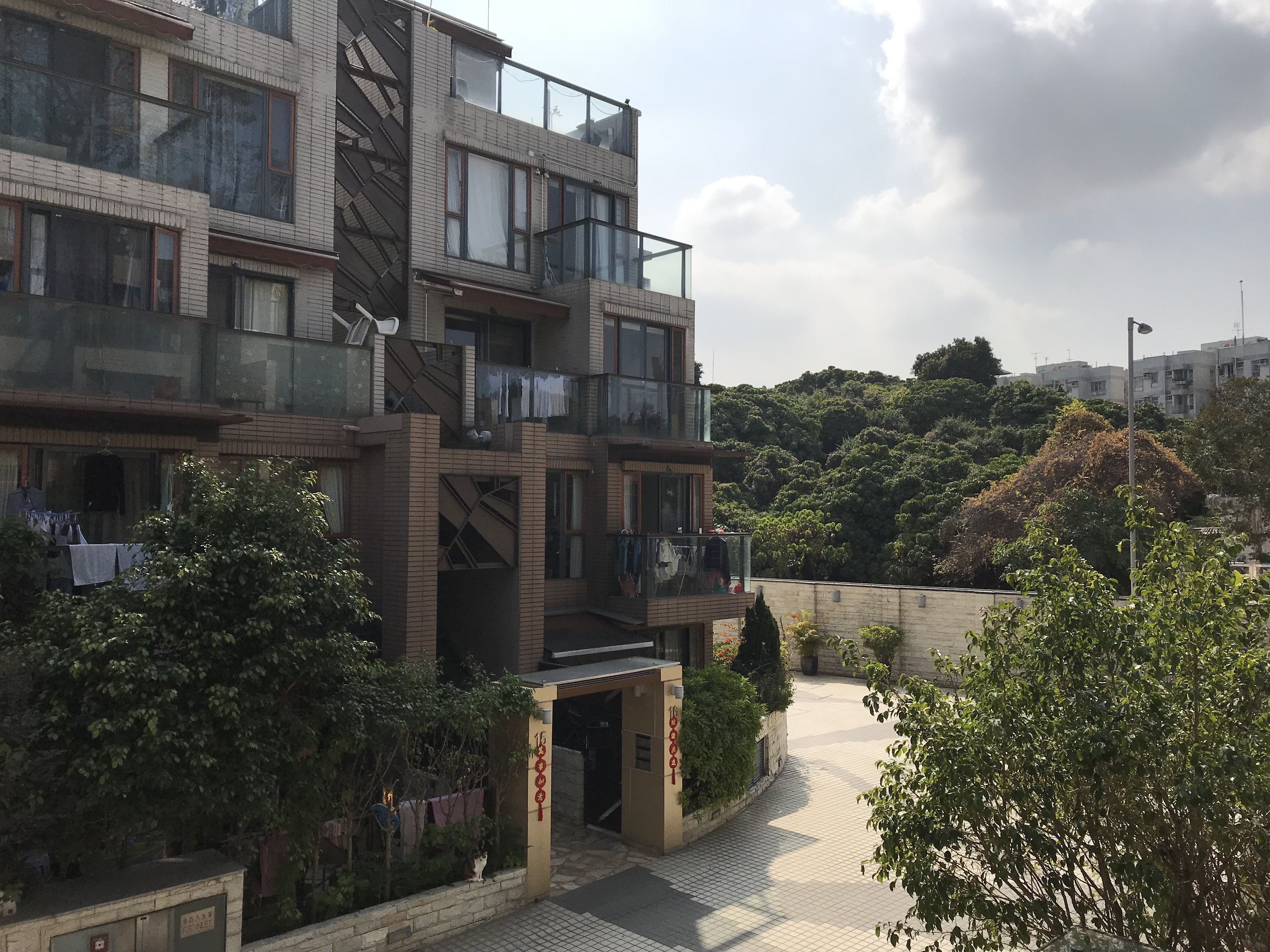

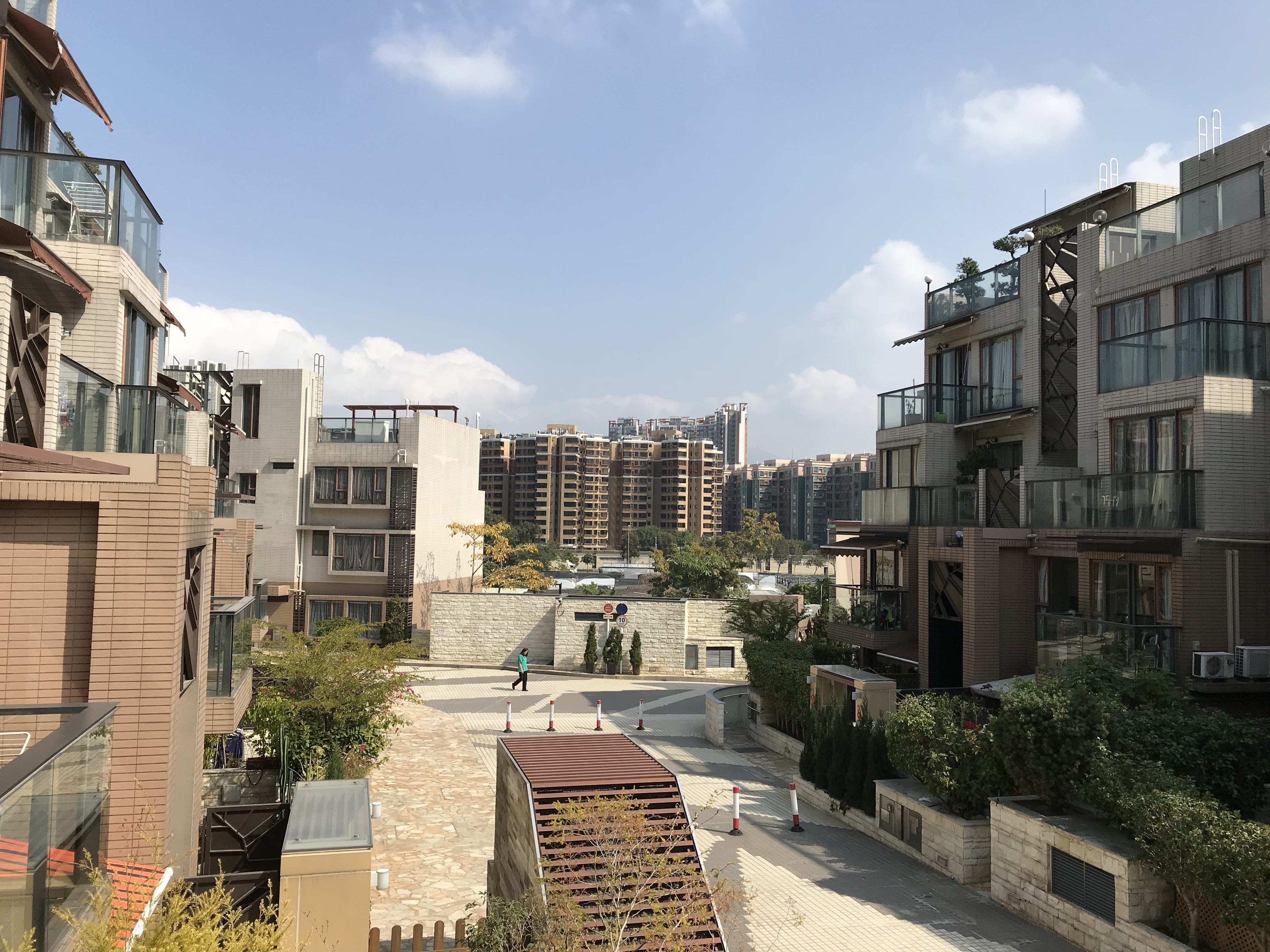

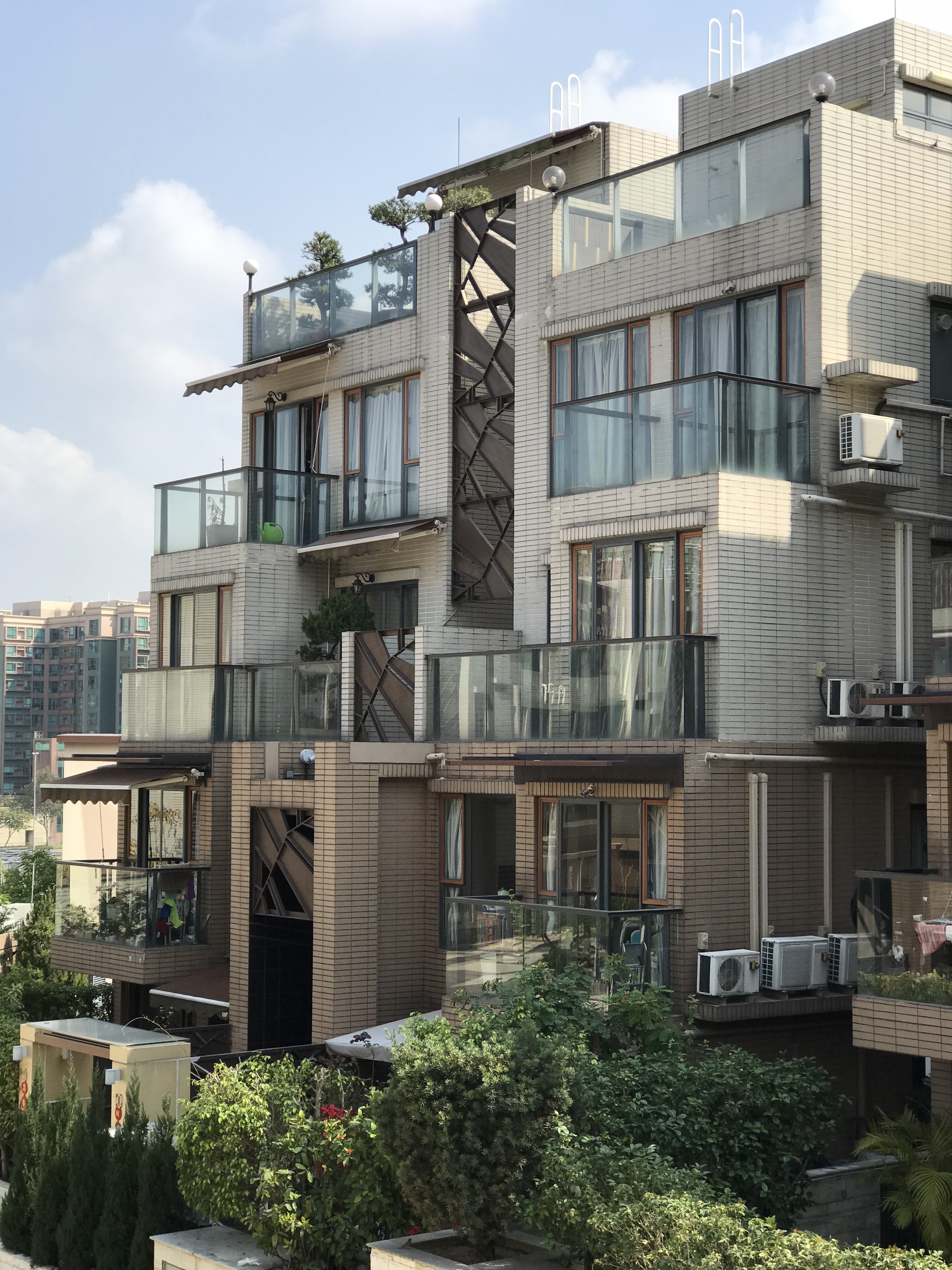

翠峰為香港一項低密度住宅物業，位於元朗孖峰嶺路23號，由恒基兆業地產發展。翠峰包括21幢洋房，2幢獨立屋，並於2007年落成。鄰近有輕鐵屏山站、屏山文物徑、元朗公園。

## 住宅
翠峰洋房共有23座，為4層高，1、2、3、6、9-12、15、16、20-23、26、28-33座為「分層單位」，8, 18座為「獨立屋」，部份為複式單位、地下連花園等，合共60個單位。

## 設施
屋苑內設有一個兩層高的會所包括游泳池、健身室、音樂室等，以及地下停車場、露天停車場共48個車位。

## 交通
交通路線列表
港鐵
- 步行約7分鐘到達輕鐵屏山站

巴士
- 68X, 268X 在屏山巴士站下車

小巴
- 綠色小巴 31A

## 外部連結
- 翠峰官方網站 （页面存档备份，存于）